# Проскокушка
Проскокушка — река в России, протекает по Тогучинскому району Новосибирской области. Устье реки находится в 11 км по правому берегу реки Изылы. Длина реки составляет 11 км.

## Данные водного реестра
По данным государственного водного реестра России относится к Верхнеобскому бассейновому округу, водохозяйственный участок реки — Иня, речной подбассейн реки — бассейны притоков (Верхней) Оби до впадения Томи. Речной бассейн реки — (Верхняя) Обь до впадения Иртыша.